# إصلاح التحرر 1861
إصلاح التحرر 1861 في الإمبراطورية الروسية ((بالروسية: Крестьянская реформа 1861 года)‏, الترجمة الحرفية. "إصلاح الفلاحين في 1861") هو أول وأهم الإصلاحات الليبرالية في عهد ألكسندر الثاني قيصر روسيا. أنهى الإصلاح القنانة في روسيا التي عانى منها الفلاحون الروس.
أقر بيان إصلاح التحرر 1861 حرية الأقنان في الأراضي والمنازل. بهذا القرار تحرر ما يزيد عن 23 مليون روسي.
أعطي الأقنان حريتهم ومواطنتهم الكاملتين، فأصبح بإمكانهم الزواج دون موافقة ملاكيهم وامتلاك الأراضي والأعمال التجارية الخاصة. اضاف البيان ان الفلاحين يستطيعون شراء الأراضي من الملاكين القدامى. كان الأقنان الكثر تضررا من القرار حيث منحوا فقط حريتهم دون ارض.
منح الأقنان الحكوميون أو أقنان العقارات الإمبراطورية حريتهم في 1866 وأعطوا أراضي أوسع وأجود.

## خلفية
قبل العام 1861 كان في روسيا صنفان من الفلاحين:
- أولئك الذين عاشوا على أراضي الدولة التابعة لوزارة ممتلكات الدولة.
- أولئك الذين عاشوا على أراضٍ خاصة.

اقتصر اعتبار الأقنان على أولئك الخاضعين للملكية الخاصة. شكّل هؤلاء نسبة تقدّر بـ38% من السكان. إضافة إلى واجباتهم للدولة، فقد كانوا خاضعين لمالك الأرض، والذي أمسك بسلطة هائلة على حياتهم.
عاش سكان الأرياف في منازل (دفوري، مفردها دفور)، والتي بمجموعها شكّلت قرى (ديريفني، وإذا أُضيف إلى القرية كنيسة، تصبح سيلو)، تديرها كميونة «مير» –تكون منعزلة، ومحافظة، ومعتمدة على ذاتها بشكل شبه كلّي وضمن وحدات إدارة ذاتية متفرقة على طول البلاد على بُعد 10 كيلومترات تقريبًا. وُجد في روسيا في عهد الإمبراطورية ما يقارب الـ20 مليون دفوري، ضمّ 40% منها من 6 إلى 10 أفراد.
نظرًا لطبيعتها شديدة الانعزال، فقد خوّلت لجنة الكوميونة «مير»، المسمّاة (سخود)، أحد كبار السنّ و«موظفًا» للتعامل مع القضايا الخارجية. اشترك الفلاحون ضمن الكميونة الواحدة بالأرض والموارد. قُسمت الحقول بين العائلات بوصفها («حصة») –والتي كانت عبارة عن قطع أرض، تُوزّع وفقًا لجودة التربة. أُعيد توزيع قطع الأرض تلك بشكل دوري ضمن القرى للحرص على ظروف اقتصادية متساوية. على كل حال، لم تكن الأرض مملوكة للكوميونة، بل كانت ملكية قانونية لملاك الأراضي البالغ عددهم 100,000 أو قريبًا من ذلك، (وهُم المكافئ لطبقة الأعيان من ملاكي العقارات)، ولم يُسمح لقاطني الأرض باعتبارهم أقنانًا أن يغادروا الأرض التي ولدوا فيها. توجّب على الفلاحين تقديم دفعات منتظمة إما ببيع جهدهم أو بالبضائع. ثمة تقديرات أن ملّاك الأراضي استولوا على الثلث تقريبًا من المدخول والإنتاج بحلول النصف الأول من القرن التاسع عشر.

## التحركات الإصلاحية المبكرة
لم يغب عن روسيا في القرن التاسع عشر الحاجة الملحة للإصلاح. جاء معظم الدعم للاتجاه الإصلاحي من الجامعات، والكتاب، وغيرها من الدوائر الفكرية. أعدّت شخصيات مثل ميخائيل سبيرانسكي، ونيكولاي موردفينوف، وبافيل كيسليوف عدة مشاريع لإصلاح التحرر. رغم ذلك، فقد أحبط النبلاء الرجعيون المحافظون تلك المساعي. في الغوبرنيه الغربية، أُلغيت القنانة في بدايات القرن التاسع عشر. في كونغرس بولندا، كانت القنانة قد أُبطِلت قبل أن تصبح بولندا الروسية (على يد نابليون في العام 1807). أُلغيت القنانة في محافظات إستوينا في العام 1816، وكورلاند في العام 1817، وليفونيا في العام 1819.
في العام 1797، أصدر الإمبراطور الروسي بافل الأول أن العمل القسري يُخفض إلى 3 أيام في الأسبوع، ولا يجوز في يوم الأحد مطلقًا، ولكن لم يدخل هذا القانون حيز التنفيذ. ابتداءً مع العام 1801، عيّن القيصر ألكسندر الأول لجنة لدراسة التحرر المرتقب، ولكن اقتصر تأثير اللجنة على حظر بيع الأقنان دون عائلاتهم. منذ العام 1825، عبّر القيصر نيقولاي الأول عن رغبته في تحرير الأقنان في عدة مناسبات، وحسّن من حياة الأقنان في ممتلكات الدولة، ولكنه لم يغيّر من واقع حال الأقنان في الأراضي الخاصة.

## صياغة البيان
«في نيتي إلغاء القنانة... يمكنكم أن تتفهموا أن النظام الحالي القاضي بملكية الأفراد لا يمكنه أن يبقى على حاله. من الأفضل أن تُلغى القنانة بقرار من السلطات العليا، بدلًا من الانتظار حتى حلول وقت إلغائها نفسها بنفسها من الأسفل. أطلب منكم التفكير بأفضل الطرق لتطبيق هذا». 